# Vinnurvalampi
Vinnurva eller Vinnurvalampi är en sjö i Finland. Den ligger i kommunen Nivala i landskapet Norra Österbotten, i den centrala delen av landet, 400 km norr om huvudstaden Helsingfors. Vinnurvalampi ligger 109,5 meter över havet. Arean är 20,1 hektar och strandlinjen är 2,58 kilometer lång. Sjön  ingår i Kalajoki älvs huvudavrinningsområde.   I omgivningarna runt Vinnurva växer i huvudsak blandskog.